# SCREW (KOTOKOの曲)
「SCREW」（スクリュー）は、KOTOKOの14枚目のシングル。2009年12月16日にジェネオン・ユニバーサルより発売された。
表題曲「SCREW」は、押井守の、『アヴァロン』以来8年ぶりとなる長編映画『ASSAULT GIRLS』の主題歌として使用されたもので、実写作品のタイアップとしては、 リアル鬼ごっこ以来2年ぶり。初回限定盤（GNCV-22）には「SCREW」のPVを収録したDVDが同梱されている。

## 収録曲
1. SCREW [5:22] 
作詞：KOTOKO、作曲・編曲：高瀬一矢
2. BUCCANEER [5:02] 
作詞：KOTOKO、作曲・編曲：井内舞子
3. SCREW －instrumental－
4. BUCCANEER －instrumental－

DVD（初回限定盤のみ）
1. SCREW（Music Clip）

## タイアップ
| 曲名  | タイアップ                      |
| ----- | ------------------------------- |
| SCREW | 長編映画『ASSAULT GIRLS』主題歌 |